# Gilles Grangier

Gilles Grangier

Gilles Grangier (* 5. Mai 1911 in Paris; † 28. April 1996 in Suresnes) war ein französischer Filmregisseur und Drehbuchautor.

## Leben
Grangier kam als Stuntman und Statist zum Film. Ab 1933 war er als Regieassistent tätig. Unterbrochen wurde seine Karriere beim Film durch Militärdienst und Kriegsgefangenschaft. Nach seiner Entlassung konnte er im Jahr 1942 seinen ersten Film als Regisseur drehen. Grangier schrieb zu vielen seiner Filme auch das Drehbuch und verfasste Krimis, Dramen und Komödien. Besonders häufig arbeitete er mit dem Schauspieler Jean Gabin zusammen, aber auch mit weiteren französischen Stars dieser Zeit wie Fernandel und Jean Marais. In den letzten Jahren seines Berufslebens drehte Grangier überwiegend für das Fernsehen.

## Ehrungen
- 1984: Commandeur des Ordre des Arts et des Lettres[3]

## Filmografie (Auswahl)
- 1946: Hochstapler an Bord (Rendezvous à Paris)
- 1952: Die Liebe mit 20 (L'Amour, Madame)
- 1954: Der Sonntagsangler (Poisson d’Avril) – auch Drehbuch
- 1955: Gas-Oil (Gas-Oil) mit Jean Gabin
- 1956: Vulkan im Blut (Le sang à la tête) – auch Drehbuch
- 1957: Mord am Montmartre (Reproduction interdite) – auch Drehbuch
- 1957: Polizeiaktion Dynamit (Échec au porteur) – auch Drehbuch
- 1958: Im Mantel der Nacht (Le desordre de la nuit) – auch Drehbuch
- 1959: Im Kittchen ist kein Zimmer frei (Archimède le clochard) – auch Drehbuch
- 1959: Tatort Paris (125, rue Montmartre) – auch Drehbuch
- 1960: Der Himmel ist schon ausverkauft (Le vieux de la vieille) – auch Drehbuch
- 1961: Der Herr mit den Millionen (Le cave se rebiffe) – auch Drehbuch
- 1962: Ein Herr aus besten Kreisen (Le gentleman d’Epsom) – auch Drehbuch
- 1963: Alles in Butter (La cuisine au beurre)
- 1963: Kommissar Maigret sieht rot (Maigret voit rouge) – auch Drehbuch
- 1964: Flegelalter (L’âge ingrat) – auch Drehbuch
- 1965: Der Zug zur Hölle (Train d'enfer) – auch Drehbuch
- 1965: Die Damen lassen bitten (Les bons vivants)
- 1967: Der Mann mit dem Buick (L’homme à la Buick) – auch Drehbuch
- 1971: Quentin Durward (Fernsehserie, 13 Episoden)
- 1974: Zwei Jahre Ferien (Deux ans de vacances, Fernseh-Mehrteiler)